# Luck Key
是2016年上映的一部韓國喜劇電影，翻拍自2012年的日本電影《盗钥匙的方法》，由《野獸與美女》的導演李桂碧執導，柳海真、李準、趙胤熙及林智妍主演，於2016年10月13日在韓國上映。
该片在韩国上映仅4日便收获200万观影人次的票房成绩，并突破180万观影人次的损益平衡点。

## 劇情概要
影片講述一名殺手崔亨旭（柳海真飾演）因在澡堂踩到香皂而摔倒失憶，以及一名決心自殺的無名演員尹在誠（李準飾演）在澡堂調換鑰匙，而讓兩個人的命運大逆轉的故事。

## 演員陣容
- 柳海真 飾演 崔亨旭（台灣配音：陳彥鈞）
- 李準 飾演 尹在誠（台灣配音：鈕凱暘）
- 趙胤熙 飾演 姜莉娜（台灣配音：張乃文）
- 林智妍 飾演 宋恩珠（台灣配音：李昀晴）
- 趙漢哲 飾演 一成
- 金珉賞 飾演 電影導演
- 車燁 飾演 副導演
- 金智安 飾演 姜侑娜
- 成秉淑 飾演 姜莉娜的母親
- 朴勝泰 飾演 姜莉娜的奶奶
- 高俊 飾演 權喜樂
- 李龍女 飾演 尹在誠的房東老奶奶
- 琴廣山 飾演 韓章赫
- 金漢奎 飾演 石民佑
- 車淳亨 飾演 崔文錫
- 李勝哲（이승철）飾演 現實中的韓章赫
- 李成旭 飾演 南明真
- 鄭熙泰 飾演 金弼圭
- 李東勇 飾演 崔東勇
- 金書賢（김서현）飾演 朴陽基
- 宋耀燮 飾演 趙哲武
- 孫荷貞 飾演 院務科職員
- 張赫鎮 飾演 豪宅男
- 羅秀允 飾演 單戀的女子
- 阿努帕姆·特里帕蒂 飾演 住在尹在誠樓下的印度男子
- 文鐘元 飾演 流氓
- 徐永嬅 飾演 恩珠的母親
- 金益泰 飾演 尹在誠的父親
- 車成宰 飾演 小區裡的小學生
- 玉珠利 飾演 超市大嬸
- 白天基 飾演 地鐵副導演
- 金正妍 飾演 電視裡的女學生
- 朴大奎 飾演 拍攝現場的部下
- 崔大成 飾演 導演
- 全慧彬 飾演 慧彬，電視劇女主人公。（特別出演）
- 李東輝 飾演 閔碩（特別出演）

## 獎項榮譽
| 年份   | 颁奖礼                   | 奖项                | 入围者       | 结果 | 参考   |
| ------ | ------------------------ | ------------------- | ------------ | ---- | ------ |
| 2017年 | 第53屆百想藝術大獎       | 電影部門 最佳男主角 | 柳海真       | 提名 | [ 8 ]  |
| 2017年 | 第22屆春史電影獎         | 最佳男主角          | 柳海真       | 提名 | [ 9 ]  |
| 2017年 | 第12屆大韓民國大學電影節 | 最佳男主角          | 柳海真       | 獲獎 | [ 10 ] |
| 2017年 | 第15届佛罗伦萨韩国电影节 | 观众奖              | 《幸运钥匙》 | 獲獎 | [ 11 ] |

## 外部連結
- NAVER上《Luck Key》的資料
- Daum上《Luck Key》的資料

- 韩国电影数据库（KMDb）上《Luck Key》的資料
- 互联网电影数据库（IMDb）上《Luck Key》的资料（英文）
- 豆瓣电影上《Luck Key》的資料 （简体中文）
- 《Luck Key》在HanCinema的页面（英文）
- Box Office Mojo上《Luck Key》的资料（英文）
- 爛番茄上《Luck Key》的資料（英文）